# 灰色の服を着た男
『灰色の服を着た男』（はいいろのふくをきたおとこ、The Man in the Gray Flannel Suit）は、1956年のアメリカ合衆国の映画。
1955年の同名小説に基づいて製作されている。出演はグレゴリー・ペックなど。第9回カンヌ国際映画祭に出品された。

## ストーリー
第二次世界大戦終結から10年後、トム・ラス（グレゴリー・ペック）は妻ベッツィ（ジェニファー・ジョーンズ）と3人の子供たちと一緒にコネチカット州の郊外で暮らしていた。トムはマンハッタンにある非営利団体で記者として働いているが、年収7,000ドルでは家族5人の生活と妻の望みを叶えるには十分ではなかった。不十分な収入に加え、トムは心的外傷後ストレス障害（PTSD）にも悩まされていた。ヨーロッパ戦線及び太平洋戦線に陸軍大尉として従軍した時のフラッシュバックを頻繁に起こし、不安を掻き立てられていたのである。敵兵を計17人殺したこと、戦闘中に誤って手榴弾で仲間を殺してしまったこと、そして従軍前からベッツィと交際していたにも拘わらず、マリアという名の若いイタリア人女性と関係を持ったこと（そして別れる前夜に妊娠していると告げられたこと）など、様々な出来事がフラッシュバックとして蘇ってくるのだ。
最近亡くなったトムの祖母の遺産について、金銭は皆無で、広大で売却不可能な不動産だけが残されたことが判明すると、ベッツィはトムに高給の仕事を探すよう求める。電車での通勤仲間であるホーソーンからの情報を元に、トムはテレビ局ユナイテッド・ブロードキャスティング・カンパニー（UBC）の広報職に応募する。面接でそれまでの自分の人生について記述するよう指示されるが、トムは「この仕事に就きたい。自分は期待に応えることが出来るだろう。この応募に関する質問には喜んで答える」と簡潔に書くのにとどめた。その率直さが、創立者で社長のラルフ・ホプキンスの目に留まり、ホプキンス肝いりの全国的なメンタルヘルス対策キャンペーンの立ち上げの手伝いを依頼される。ホプキンスは権力者で人望も厚いが、仕事中毒であり、成功のために家庭生活を犠牲にしてきた。妻と反抗的な娘とは疎遠になり、娘は余り好ましくない複数の男と付き合っているようだ。ホプキンスはトムの率直さと、第二次世界大戦で亡くした最愛の息子を彷彿とさせる容姿に惹かれる。
トムは役員のビル・オグデンの下に付くこととなる。ビルは、口が上手く、細かいことに拘る社内政治家で、トムが書いた、ホプキンスがキャンペーンの冒頭で披露する予定の重要なスピーチの草稿を却下し、代わりにオグデンがホプキンスが聞きたがっていると考える美辞麗句ばかりの草稿を提出する。オグデンの草稿の内容はホプキンス自身の意向に沿ったものであることを知り、オグデンからの強い圧力を感じたトムは、オグデンの草稿の内容に賛成する積りになったが、家でベッツィから、自分の思う通りのことを訴えるように説得され、自分の当初の考えを直接ホプキンスに話すことにする。ホプキンスのニューヨークの瀟洒なアパートで、ホプキンスはトムの鋭い考えと赤裸々なまでの率直さに驚きと興味を覚えるが、その面談は、ホプキンスの娘が駆け落ちしたという知らせによって中断されてしまう。動揺したホプキンスはしばし沈黙した後、トムに対して、自分の息子は、第二次世界大戦開始後、将校として任務に就くことも出来たのだがそうせずに、一介の兵士として志願し戦死したのだと言う。ホプキンスは家族を蔑ろにしてきたことを後悔しており、トムに同じ過ちを犯さないようにと忠告する。
ベッツィは、好条件が降って湧いたということで、独断でトムたち家族が住んでいた質素な郊外の家を売り払い、トムの亡き祖母の屋敷に引っ越すことに決めてしまう。しかし、祖母のことを長年世話してきたエドワードが、トムの祖母が屋敷を自分に遺贈したと主張し、事態は揉めることとなる。トムがバーンスティーン判事に仲裁を依頼し、判事はエドワードが祖母の遺言状を偽造しただけでなく、自分からの諸費用請求額を水増しすることにより祖母の財産を不当に食い潰し、そうでなければ説明のつかない巨額の資産を築いたことを示す証拠を出したことから、トム一家はその家に住み続けることが出来るようになる。
トムは勤務先のビルでエレベーター係をしている、イタリア時代の部下シーザー・ガーデラ軍曹と偶然会う。シーザーは、トムがイタリアで関係したマリアの従妹と結婚しており、マリアとトムがもうけたと思われる息子が、いまだ戦争からの復興がままならないイタリアで金に困っていることをトムに告げる。トムは、イタリアで女性と関係したことそして子供ももうけたかも知れないことをベッツィには秘密にしてきていたが、これまでベッツィが彼に「いつも本当のことを話して」と言ってきていたことから、ついに打ち明ける。ベッツィは激怒し、車で乱暴に走り去る。
翌朝、地元警察からトムに電話がかかってきて、ガソリン切れの車にいたベッツィを預かっていると告げられる。続いてホプキンスが電話をかけてきて、キャンペーンのためのカリフォルニア出張にトムも同行するよう求める。トムは「働くのは9時から5時までにして、残りの時間は家族と過ごしたい」と言って断る。ホプキンスは残念そうにそれを受け入れる。
トムはベッツィを連れ戻し、2人は仲直りする。その後、2人はバーンスティーン判事のところへ行き、イタリアにいるトムの息子に代理で毎月送金して貰うように頼む。判事の事務所を辞去した後、2人は車に戻り、抱き合ってキスする。

## キャスト
| 役名                   | 俳優                     | 日本語吹替                                                              |
| 役名                   | 俳優                     | 日本テレビ版                                                            |
| ---------------------- | ------------------------ | ----------------------------------------------------------------------- |
| トム・ラス             | グレゴリー・ペック       | 細井重之                                                                |
| ベッツィ・ラス         | ジェニファー・ジョーンズ | 藤野節子                                                                |
| マリア                 | マリサ・パヴァン         | 影万里江                                                                |
| シーザー・ガーデラ軍曹 | キーナン・ウィン         | 八奈見乗児                                                              |
| ビル・ホーソーン       | ジーン・ロックハート     | 田村錦人                                                                |
| ジェイニー（トムの娘） | ポートランド・メイソン   | 新谷恭子                                                                |
| ピート（トムの息子）   | ミッキー・マガ           | 松山沙知子                                                              |
| バーバラ（トムの娘）   | サンディ・デスチャー     | 白石冬美                                                                |
| ウォーカー（UBC役員）  | アーサー・オコンネル     | 小池明義                                                                |
| ラルフ・ホプキンス     | フレデリック・マーチ     | 田中明夫                                                                |
| バーンスティーン判事   | リー・J・コッブ          | 若山弦蔵                                                                |
| マンター夫人           | コニー・ギルクリスト     | 中原郁江                                                                |
| アルフレッド           | マイケル・ジェファーズ   | 和田啓                                                                  |
| ジーナ（マリアの従妹） | フィリス・グラフェオ     | 田原久子                                                                |
| ハンク                 | ケネス・トビー           | 小林修                                                                  |
| 不明 その他            |                          | 原田一夫 大塚周夫 大宮悌二 雨森雅司 肝付兼太 愛川欽也 戸田皓久 家弓家正 |
|                        |                          |                                                                         |
| 演出                   | 演出                     | 好川純                                                                  |
| 翻訳                   | 翻訳                     | 佐藤一公                                                                |
| 効果                   | 効果                     | NESグループ                                                             |
| 調整                   |                          |                                                                         |
| 制作                   | 制作                     | 東京プロモーション                                                      |
| 解説                   |                          |                                                                         |
| 初回放送               | 初回放送                 | 1965年4月24日 『土曜映画劇場』 20:00-21:26                              |

※日本語吹替はDVD収録・正味約70分。

## スタッフ
- 監督：ナナリー・ジョンソン
- 製作：ダリル・F・ザナック
- 原作：スローン・ウィルソン
- 脚本：ナナリー・ジョンソン
- 撮影：チャールズ・G・クラーク
- 編集：ドロシー・スペンサー
- 音楽：バーナード・ハーマン